# Enfance (revue)
Enfance est une revue scientifique à comité de lecture, dans le domaine de la psychologie de l'enfant. Elle est créée en 1947, à l'initiative de Paul Angoulvent et Hélène Gratiot-Alphandéry, avec le soutien d'Henri Wallon qui en devient le premier directeur.

## Histoire
Le premier numéro paraît en 1948. La revue est éditée par les Puf pour l'Association scientifique Henri Wallon, et dirigée par Jacqueline Nadel, directrice de recherches honoraire au CNRS.

## Indexation
La revue est considérée comme une revue qualifiante par le CNU (16e section) et l'HCERES. Elle figure sur la liste PsycINFO, et est référencée par la base Mir@bel et par JournalBase (CNRS).